# Épîtres (Horace)
Pour les articles homonymes, voir Épître (homonymie).
Les Épîtres (en latin Epistulae) sont une œuvre comptant 23 épîtres, écrites par le poète latin Horace et publiées en 19 ou 18 av. J.-C., et probablement après 13 av. J.-C. pour le second recueil.

## Description
Les 23 épîtres d'Horace sont rangées en deux recueils. 
1. Epistularum liber primus (« premier livre de lettres ») est le septième travail d'Horace, publié en l'an 20 ou 19 av. J.-C.[1]. L'expression « sapere aude » (ose savoir) vient de ce recueil de poèmes.
2. Epistularum liber secundus (« second livre de lettres ») a été publié en l'an 13 av. J.-C..

Les Épîtres peuvent être classées en plusieurs catégories :
- les Épîtres familières. Rédigées sous forme de correspondance, ces épîtres émettent des invitations, des recommandations et posent des questions touchant les informations.
- les Épîtres morales. Âgé et devenu sage, Horace se transforme en moralisateur et guide. Sa philosophie épicurienne originale évolue progressivement vers le stoïcisme.
- les Epîtres littéraires. Elles illustrent la classique querelle des Anciens et des Modernes. Horace y fait l'éloge de la poésie et des réflexions sur l'histoire de la littérature dramatique à Rome.
- l'Épître aux Pisons ou Art Poétique[2].

Le premier recueil compte 20 pièces (soit 1 006 vers, dont sept probablement apocryphes dans la première pièce), le second 2 seulement, mais très longues (270 et 216 vers). S'y ajoute l'Épître aux Pisons, plus connue sous le nom d'Art poétique (476 vers).
Elles sont écrites en hexamètres, comme les Satires, et, comme elles, ce sont des « causeries » d'allure assez libre. Mais les Epîtres étant des lettres fictives, elles s'adressent à des personnes bien précises, et le ton y est moins vif, le style plus détendu.
La première épître du second recueil s'adresse ainsi directement à Auguste : ou comment tirer la queue du lion sans se faire mordre. Florus est le destinataire de la seconde, Horace y a déposé son testament spirituel et la quintessence de sa sagesse.

### Éditions
- Horace et François Villeneuve (introduction, édition, apparat critique et traduction), Œuvres d'Horace : Épîtres, Paris, Les Belles Lettres, coll. « Collection des Universités de France », 1934

### Ouvrages généraux
- (en) G. B. Conte, Latin Literature : A History, Baltimore, Johns Hopkins University Press, 1994, 2e éd., 896 p. (ISBN 978-0-8018-4638-0, lire en ligne), p. 292-320 ;
- Hubert Zehnacker et Jean-Claude Fredouille, Littérature latine, Paris, Presses universitaires de France, coll. « Quadrige », 2005, 520 p. (ISBN 2-13-055211-0, BNF 40036597)

### Sur lesÉpîtres
- (en) Stephen J. Harrison, « Poetry, Philosophy, and Letter-Writing in Horace, Epistles I », dans Doreen Innes, Harry Hine et Christopher Pelling, Ethics and Rhetoric : Classical Essays for Donald Russell on his Seventy-Fifth Birthday, Oxford, Clarendon Press, 1995
- (en) Ross S. Kilpatrick, The Poetry of Friendship : Horace, Epistles I, Edmonton, The University of Alberta Press, 1986
- (en) Ross S. Kilpatrick, The Poetry of Criticism : Horace, Epistles II and Ars Poetica, Edmonton, The University of Alberta Press, 1990
- (en) Anna De Pretis, Epistolarity in the First Book of Horace's Epistles, Gorgias Press, 2004